# North Jersey

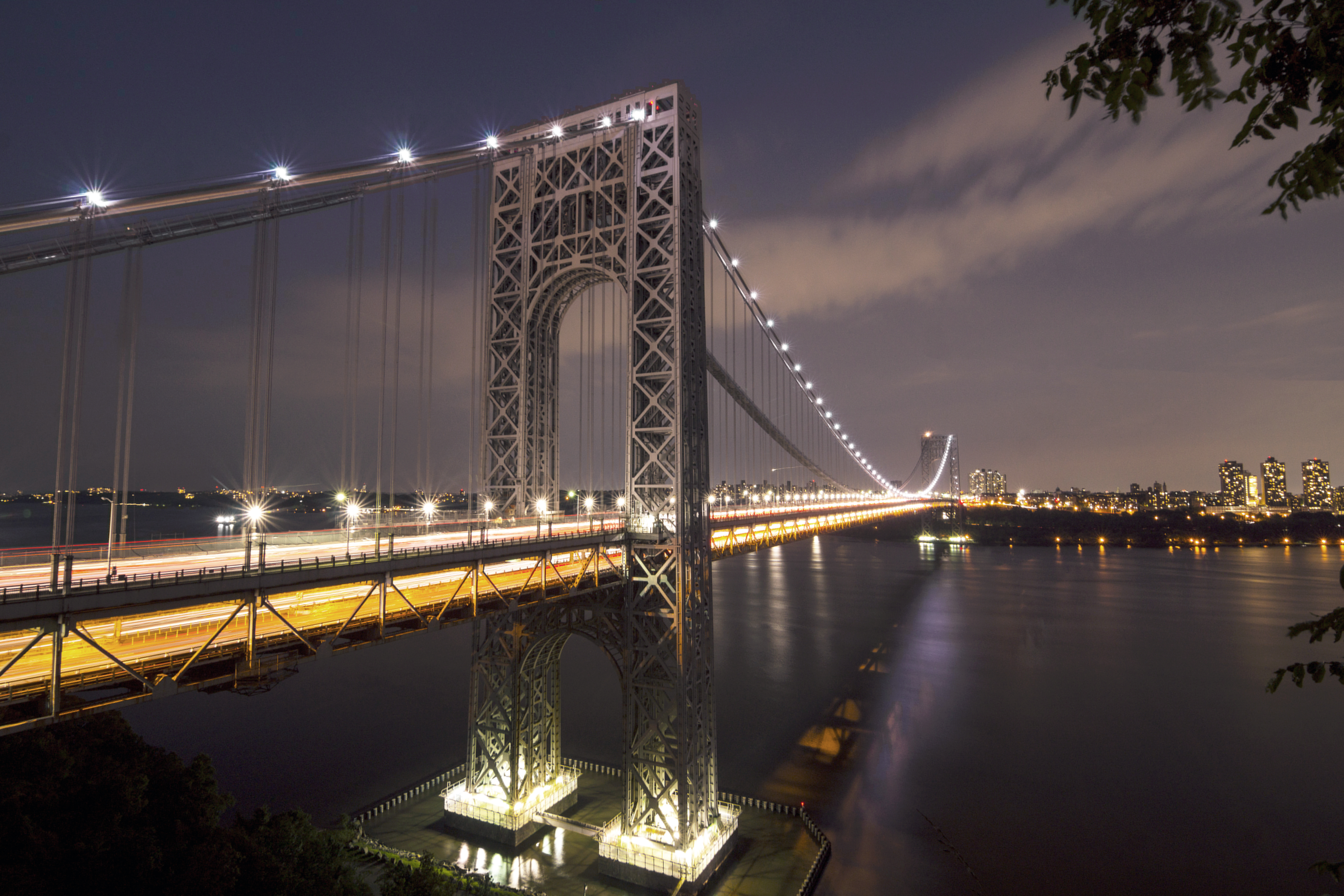
El puente de George Washington

North Jersey o Jersey del Norte es un término coloquial, sin una definición precisa de consenso, que se refiere a la parte norte del Estado de EE. UU. de Nueva Jersey. Un término sencillo, no coloquial, para la región es el de "Norte de Nueva Jersey".

## Transporte público
La línea de transporte público más usada por los trabajadores de EE. UU. es la que une New York-North Jersey-Long Island, NY-NJ-PA.

## Enfoque de las dos partes
Algunos define North Jersey, como todos los puntos de Nueva Jersey al norte de la I-295 en la parte occidental del estado y al norte de la I-195 en la parte oriental del Estado.
Otros, principalmente los que viven en la franja norte de los condados, sólo cuentan la zona norte de la desembocadura del río Raritan.

## Enfoque de las tres partes
A veces también el Estado se describe como North Jersey y New Jersey Sur, separados uno del otro por Central Jersey. En este enfoque, el Estado se divide en tres secciones diferentes, North Jersey está al norte del río Raritan, Central Jersey está al sur del río Raritan, pero al norte de la Interestatal 195, y el Sur de Nueva Jersey que está al sur de la Interestatal 195.

## Subdivisión
El Departamento de Turismo del Estado de Turismo Nueva Jersey define dos áreas distintas del Noth Jersey que se refieren a su calidad y características:
- La Región de Gateway, que es más industrial urbana.[8]
- La Región Skylands, que es periurbana o rural.[9]

## Historia
North Jersey fue el lugar de algunos de los primeros asentamientos europeos en lo que se convertiría posteriormente en Estados Unidos de América, primeramente como parte de la colonia de la provincia de Nueva Holanda , y más tarde como parte de la provincia de Nueva Jersey. Durante la Guerra Revolucionaria Americana, Nueva Jersey, fue un lugar estratégico entre la capital del naciente Estados Unidos, Nueva York, y el Congreso Continental en Filadelfia. Materiales importantes y necesarios para el esfuerzo de la guerra se produjeron en Northen Jersey.
El Ejército Continental tuvo su sede aquí durante la guerra y la historia de este período se pueden encontrar en casi todos los pueblos y ciudades de Northen Jersey. Se pueden encontrar campos de batalla, campamentos, sitios de escaramuza y sede cerca de Morristown y el norte, en el valle del Preakness. En la parte noroeste de las minas de hierro del Estado, las fundiciones suministraroan materia prima armas y municiones.
La  revolución industrial en los Estados Unidos comenzó por el fundadación de la ciudad de Paterson en Northen Jersey. Hoy en día, los Estados Unidos y el mundo disfrutan de los frutos nacidos de las semillas plantadas en Northen Jersey durante la Revolución Industrial. Alexander Hamilton, Secretario del Tesoro y Presidente del Banco de Nueva York durante el final del siglo XVIII, seleccionó el área de Great Falls (también conocidas como las Cataratas de Passaic) para un ambicioso experimento. Promovió el poder natural de las Grandes Cataratas como un excelente lugar para las fábricas textiles y otras fábricas.
Paterson atrajo a artesanos e ingenieros de Europa para ejecutar los molinos y produjo una gran concentración de personas creativas y capacitadases. Durante mediados del siglo XIX, los motores y los materiales para domar a un continente se hicieron aquí. Thomas Edison instaló una de las primeras plantas de energía hidroeléctrica del mundo que empleaba Great Falls como fuente de energía. Esta planta de energía eléctrica sigue funcionando hoy en día.
En West Orange , Edison creó la primera instalación de investigación técnica y desarrollo con su "fábrica de invención". La luz eléctrica, imágenes en movimiento mejoradas y la grabación de sonido, se encontraban entre los cientos de inventos producidos aquí.

## Condados de North Jersey
Los siguientes condados a menudo se consideran parte del North Jersey.
- Condado de Bergen.[14]
- Condado de Essex.[15]
- Condado de Hudson.[16]
- Condado de Hunterdon (cualquier lugar al norte del municipio de Readington).[17][18]
- Condado de Morris.[19]
- Condado de Passaic.[20]
- Condado de Somerset (cualquier lugar al norte de Watchung).[21][22]
- Condado de Sussex.[23]
- Condado de Union (cualquier lugar al norte de Westfield).[24][25]
- Condado de Warren.[26]

## Demografía
Los siete municipios que se incluyen en North Jersey tienen una población total de 3 492 590 a partir del censo de los EE.UU del año 2000. Los datos demográficos de todos los condados son 66,8 % de blancos, 15,4 % afroamericanos, 0.2 % americanos nativos , 6.6% asiáticos , 0.1% isleños del Pacífico y el 18,5% hispanos o latinos.

## Deporte
Lealtades deportivas a menudo se divide entre las zonas norte y sur del estado. [ 1 ] La Serie Mundial del 2009 dividió a la gente de Nueva Jersey, ya que los residentes de South Jersey en general, la raíz de los Filis de Filadelfia , mientras que los residentes de North Jersey por lo general la raíz de la Nueva York Yankees o los Mets de Nueva York . Una tendencia similar existe para la mayoría de los deportes principales, con los residentes de North Jersey apoyo a la New Jersey Nets o los New York Knicks en el baloncesto, el New Jersey Devils o el Rangers de Nueva York en el hockey, y los Gigantes de Nueva York o los Jets de Nueva York en fútbol.
Es importante señalar que mientras que los fanes de todos estos equipos existen en el norte de Jersey, hay tendencias. Tales como los Gigantes de un notable más popular que los Jets. Estas tendencias se deben a factores relativamente simples, como por ejemplo en este caso, los Gigantes han jugado en Nueva Jersey ya, ha sido más exitosas en los últimos tres decenios, y se encuentra más cerca de Nueva Jersey antes de mudarse a Nueva Jersey (los Gigantes jugar en el Yankee Stadium en el Bronx , mientras que los Jets jugaron en el Shea Stadium en Queens ). El reverso de esta tendencia está presente en Queens y Long Island , donde los Jets son notablemente más populares, como los Jets jugado en Queens (que se encuentra en la punta occidental de Long Island) hasta 1984. Tendencias similares que afectan a la fanship del Norte residentes de New Jersey para las franquicias de otros deportes.
Además, contrariamente a la creencia popular, los aficionados al deporte de un equipo determinado no necesariamente, y casi siempre no, otro equipo de apoyo para el deporte mismo, incluso, cuando los dos equipos no están en la misma división, como los Jets y los Giants, o el Mets y Yankees. Este fue quizás el más destacado durante la Serie Mundial de 2009 con Joe Benigno y Evan Roberts , que el conductor del programa a media mañana en 660 WFAN de radio de Nueva York Sports hablar y que son fanáticos del Met. Joe y Evan se debatían en cuanto a quién preferirían ver a ganar la Serie Mundial , los Yankees o los de sus rivales amarga división, los Filis, un sentimiento compartido por muchos de sus interlocutores, que se cumplieron los aficionados. Si bien no son fanes de la Isleños de Nueva York en el norte de Jersey, que son una parte mucho menor de la población en comparación con los otros dos de Nueva York del área metropolitana de NHL franquicias (Diablos y Rangers), debido al hecho de que juegan, y han existido siempre , en Long Island. Por el contrario, los residentes de South Jersey no suelen apoyar los Eagles de Filadelfia , los 76ers y los Flyers .